# Кавендиш, Уильям (придворный)

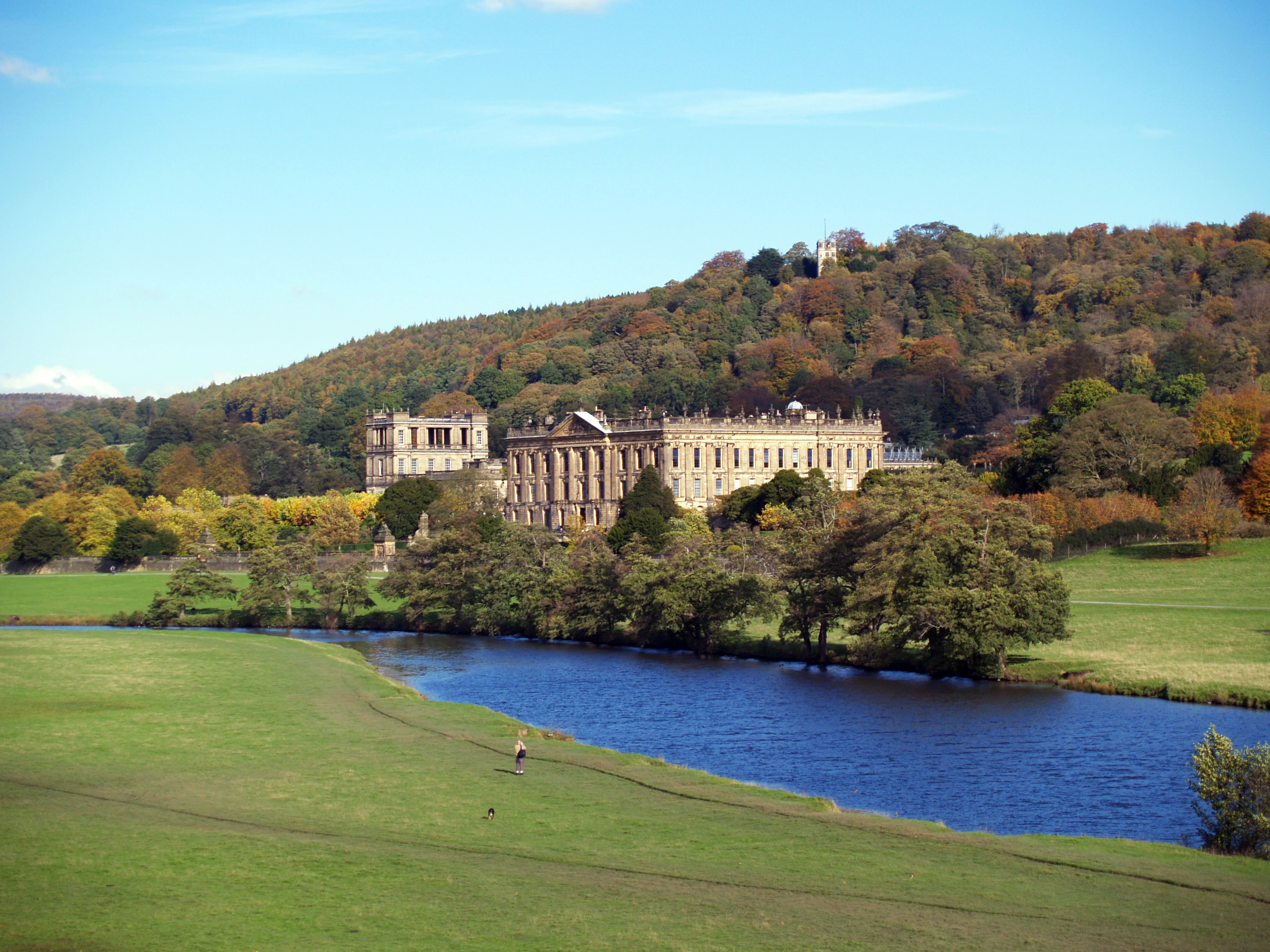
Чатсуорт-хаус, Дербишир, его строительство было начато Уильямом Кавендишем

Сэр Уильям Кавендиш (англ. William Cavendish; ок. 1505 — 25 октября 1557) — английский политик, рыцарь и придворный. Кавендиш занимал государственные должности и накопил значительное состояние, а также стал одним из «посетителей монастырей» Томаса Кромвеля во время роспуска монастырей. В 1547 году он стал членом Палаты общин Англии от Тирска. В 1547 году он женился на Бесс из Хардвика, и пара начала строительство Чатсуорт-хауса в 1552 году, проект, который не будет завершен до его смерти. Его второй сын Уильям Кавендиш (1552—1626) стал первым графом Девонширским, купив свой титул у безденежного короля Якова I Стюарта.

## Ранняя жизнь
Он был младшим сыном Томаса Кавендиша (1472—1524), который был старшим финансовым чиновником, «клерком трубы» в Казначействе, и его жены Элис Смит из Пэдбрук-Холла. Он был потомком сэра Джона Кавендиша (ок. 1346—1381), от которого герцоги Девонширские и герцоги Ньюкаслские унаследовали фамилию Кавендиш.

## Карьера
Уильям Кавендиш стал одним из «посетителей монастырей» Томаса Кромвеля, когда король Англии Генрих VIII Тюдор аннексировал собственность католической церкви в конце 1530-х годов, распустив монастыри. Это последовало из его успешной карьеры финансового эксперта, занимавшего государственную должность в Казначействе, что привело к его богатству. Его обвинили в том, что он несправедливо накопил лишние богатства во время распада. После падения Томаса Кромвеля он был послан в Ирландию, чтобы исследовать и оценить земли, которые попали к англичанам во время Восстания Фицджеральда.
Уильям Кавендиш был связан с братьями Сеймурами Эдвардом и Томасом, а через них с семьей Джейн Грей, но он также позаботился о том, чтобы послать знаки доброй воли леди Мэри. Он был назначен казначеем Палаты с 1546 по 1553 год, но после ревизии был обвинен в растрате значительной суммы денег. Только его смерть спасла семью от позора.
Во время правления Марии I Тюдор была впервые опубликована благоприятная биография кардинала Томаса Уолси, написанная с точки зрения одного из его ближайших помощников, того самого, который принес королю Генриху известие о смерти Уолси. Хотя на протяжении веков ее автором считался сэр Уильям, историки теперь приписывают ее его старшему брату Джорджу Кавендишу (1494—1562).

## Семья
У Уильяма Кавендиша было в общей сложности 16 детей от трех разных жен. Его первой женой была Маргарет Босток; у них было пятеро детей, но выжили только три дочери:
- Кэтрин Кавендиш, которая вышла замуж за Томаса Брука, сына лорда Кобэма.
- Мэри Кавендиш, умерла после 1547 года
- Энн Кавендиш, которая вышла замуж за сэра Генри Бойнтона в 1561 году.
- Маргарет Кавендиш, умерла в 1540 году.

В 1542 году Уильям Кавендиш женился вторым браком на Элизабет Паркер; у нее было трое детей, ни один из которых не выжил. Она умерла, родив мертворожденную дочь в 1546 году.
В 1547 году он в третий раз женился на Бесс из Хардвика. Он продал свою собственность в Саффолке и переехал в родное графство Бесс Дербишир. Он купил поместье Чатсуорт в 1549 году, и супруги начали строить Чатсуорт-хаус в 1552 году.
За десять лет до его смерти у них родилось восемь детей, шестеро из которых пережили младенчество:
- Фрэнсис Кавендиш (1548—1632), вышла замуж за Генри Пьерпонта (1546—1615)
- Генри Кавендиш (1550—1616), старший сын, рыцарь графства и член парламента Дербишира в течение более 20 лет[3], в конечном итоге лишенный наследства своей матерью в пользу своего младшего брата Уильяма.
- Уильям Кавендиш (1552—1626), первый граф Девонширский.
- Чарльз Кавендиш (1553—1617), отец Уильяма Кавендиша, 1-го герцога Ньюкаслского
- Элизабет Кавендиш (1555—1582), вступила в спорный брак с Чарльзом Стюартом, 1-м графом Ленноксом (1555—1576), от которого у неё была дочь, Арабелла Стюарт, претендентка на английский престол.
- Мэри Кавендиш (1556—1632), вышла замуж за Гилберта Толбота, 7-го графа Шрусбери. Их дочь Алетея Тальбот Говард — предок 5-го и более поздних герцогов Норфолка.